# Eppendorf SE
Eppendorf SE er en tysk virksomhed med hovedkvarter i Hamborg, som udvikler, producerer og forhandler produkter og løsninger til laboratorier.
Eppendorfs produkter kan inddeles i Liquid Handling, Cell Handling og Sample Handling.
Virksomheden ejes af familierne Netheler (65 %) og Hinz (35 %). Den blev grundlagt i 1945 af fysiker Heinrich Netheler (1909–1999) og ingeniør Hans Hinz (1909–1993) i Eppendorf, som en virksomhed der producerede medicinsk udstyr til hospitaler.
De nuværende produkter omfatter pipetter, dispensere, centrifuger, bioreaktorer, rystemaskiner, spektrometere, osv.